# Марат (Пензенская область)
Марат — село в Башмаковском районе Пензенской области России. До 15 мая 2019 года административный центр и единственный населённый пункт Починковского сельсовета. 15 мая 2019 года присоединено к Алексеевскому сельсовету.

## География
Село расположено в 14 км к юго-западу от районного центра посёлка Башмаково.

## Население
| 1926 | 1930 | 1959 | 1979 | 1989 | 1996 | 2002 |
| ---- | ---- | ---- | ---- | ---- | ---- | ---- |
| 20   | ↗52  | ↗593 | ↗790 | ↘694 | ↘637 | ↘564 |
| 2010 | 2012 | 2013 | 2014 | 2015 | 2016 | 2017 |
| ↘460 | ↗467 | ↗499 | ↗521 | ↗522 | ↘496 | ↘463 |
| 2018 |      |      |      |      |      |      |
| ↘444 |      |      |      |      |      |      |

## История
Село основано в начале 1920-х годов как посёлок птицеводческого совхоза имени Марата.